# Szalla

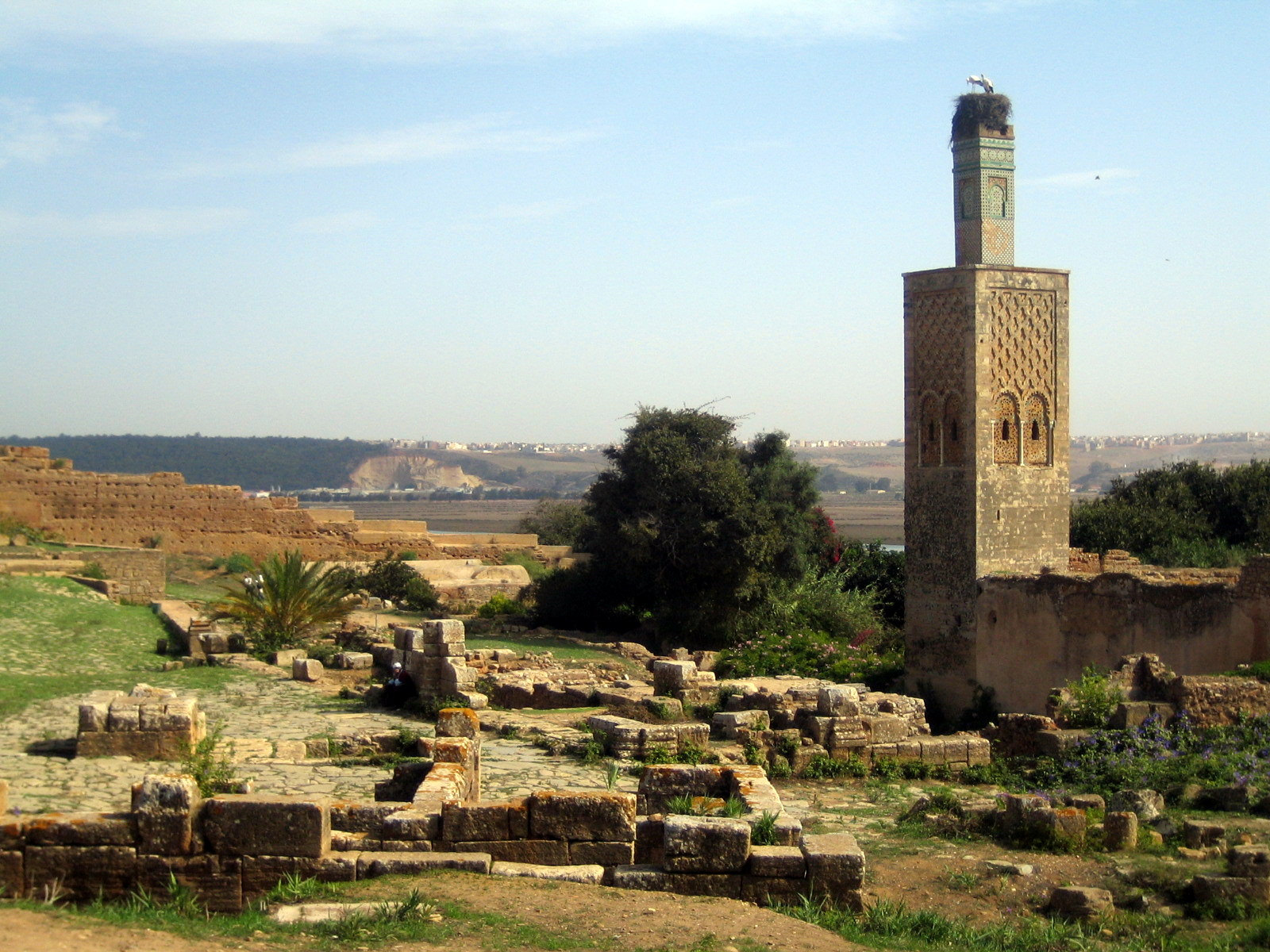
Szalla – ruiny grobowców i minaret dawnego meczetu, w tle dolina rzeki Bu Rakrak

Szalla, Szella (arab. شالة, fr. Chellah) – rozległy kompleks starożytnych i średniowiecznych ruin na przedmieściach Rabatu, na skarpie powyżej doliny rzeki Bu Rakrak, otoczony murami obronnymi. 

## Historia
Pierwszymi osadnikami na tych terenach byli prawdopodobnie Fenicjanie, jednak do naszych czasów zachowały się tylko pozostałości rzymskiego miasta znanego jako Sala Colonia. Miasto to jako jedno z pierwszych uznało władzę arabskiej dynastii Mulaja Idrisa w Maroku. W 1154 roku zostało jednak opuszczone, a jego mieszkańcy przenieśli się na drugą stronę rzeki, nad brzeg morza, który przesunął się od czasów starożytnych o kilka kilometrów na zachód. Powstało w ten sposób istniejące do dziś miasto Sala. 
W kolejnych wiekach na miejscu opuszczonej osady istniała królewska nekropola, gdzie chowano władców począwszy od czasów dynastii Almohadów. Najwięcej zabytków pochodzi jednak z czasów sułtana Abu al-Hassana (1331–1351), który wzniósł tu mury i okazałą główną bramę. Na terenie kompleksu dobrze zachowany jest minaret dawnego meczetu, wzniesionego przez kalifa Abu Jusufa na sto lat przed Abu al-Hassanem. 